# Belén (Nariño)
Belén è un comune della Colombia facente parte del dipartimento di Nariño.
L'istituzione del comune è del 20 gennaio 1986.